# Новский сельсовет (Константиновский район)
Новский сельсовет — упразднённая административно-территориальная единица, существовавшая на территории Московской губернии и Московской области до 1954 года.
Новский сельсовет был образован в первые годы советской власти. По данным 1922 года он входил в состав Хребтовской волости Сергиевского уезда Московской губернии.
В 1923 году к Новскому с/с был присоединён Петрушинский с/с.
В 1925 году Новский с/с был присоединён к Баровскому с/с.
В 1927 году Баровский с/с был переименован в Новский с/с.
В 1929 году Новский с/с был отнесён к Константиновскому району Кимрского округа Московской области.
17 июля 1939 года из Хребтовского с/с в Новский было передано селение Пустое Рождество.
14 июня 1954 года Новский с/с был упразднён. При этом его территория была передана в Селковский с/с.